# Cleopa Ilie
Father Cleopa Ilie (pronunciat en romanès: [kleˈopa iˈli.e]; 10 d'abril de 1912 – 2 de desembre de 1998) va ser un abat del monestir de Sihastria. Va ser un conegut representant espiritual de l'Església Ortodoxa Romanesa.

## Biografia
Cleopa Ilie (nom laic: Constantin) va néixer a Sulița, Botoșani en una família de camperols. Va ser el cinquè dels deu fills nascuts d'Alexandru Ilie. Va assistir a l'escola primària del seu poble. Després va ser aprenent durant tres anys del monjo Paisie Olaru, que vivia en reclusió a l'ermita de Cozancea.
Juntament amb el seu germà gran, Vasile, Ilie es va unir a la comunitat de l'ermita de Sihastria el desembre de 1929. El 1935 es va unir a l'exèrcit a la ciutat de Botoșani, però un any més tard va tornar a l'ermita, on va ser ungit monjo el 2 d'agost de 1937, prenent el nom de «Cleopa» (és a dir, 'guia') en el seu bateig. El juny de 1942, va ser nomenat diputat hegumen a causa de la mala salut de l'abat Ioanichie Moroi.
El 27 de desembre de 1944 va ser ordenat jerodiaca (diaca-monjo) i el 23 de gener de 1945 jeromonjo (sacerdot-monjo) per l'arquebisbe Galaction Cordun, abat del monestir de Neamţ en aquell moment. Després va ser nomenat oficialment hegumen de l'ermita de Sihastria.
El 1947, l'ermita es va convertir en un monestir i la vice- archimandrita Cleopa Ilie esdevingué archimandrita amb l'aprovació del patriarca Nicodim. Com que el servei secret comunista el buscava l'any 1948, va desaparèixer als boscos que envoltaven el monestir, i s'hi va quedar sis mesos. El 30 d'agost de 1949 va ser nomenat abat del monestir de Slatina al comtat de Suceava, on es va unir a 30 monjos més de la comunitat del monestir de Sihastria com a conseqüència de la decisió del patriarca Justinià.
Allà va fundar una comunitat de monjos amb més de 80 persones. Entre 1952 i 1954 va tornar a ser perseguit per la Securitate i, juntament amb el jeromonjo Arsenie Papacioc, va escapar a les muntanyes d'Estanisoara. Va ser portat de nou al monestir després de dos anys per ordre del patriarca Justinià.
El 1956 va tornar al monestir de Sihastria, on havia estat ungit, i a la primavera de 1959 es va retirar per tercera vegada a les muntanyes de Neamț, i hi va passar els cinc anys següents. Va tornar a Sihastria a la tardor de 1964, com a confessor de tota la comunitat i va continuar donant consells espirituals tant als monjos com als laics durant els següents 34 anys.

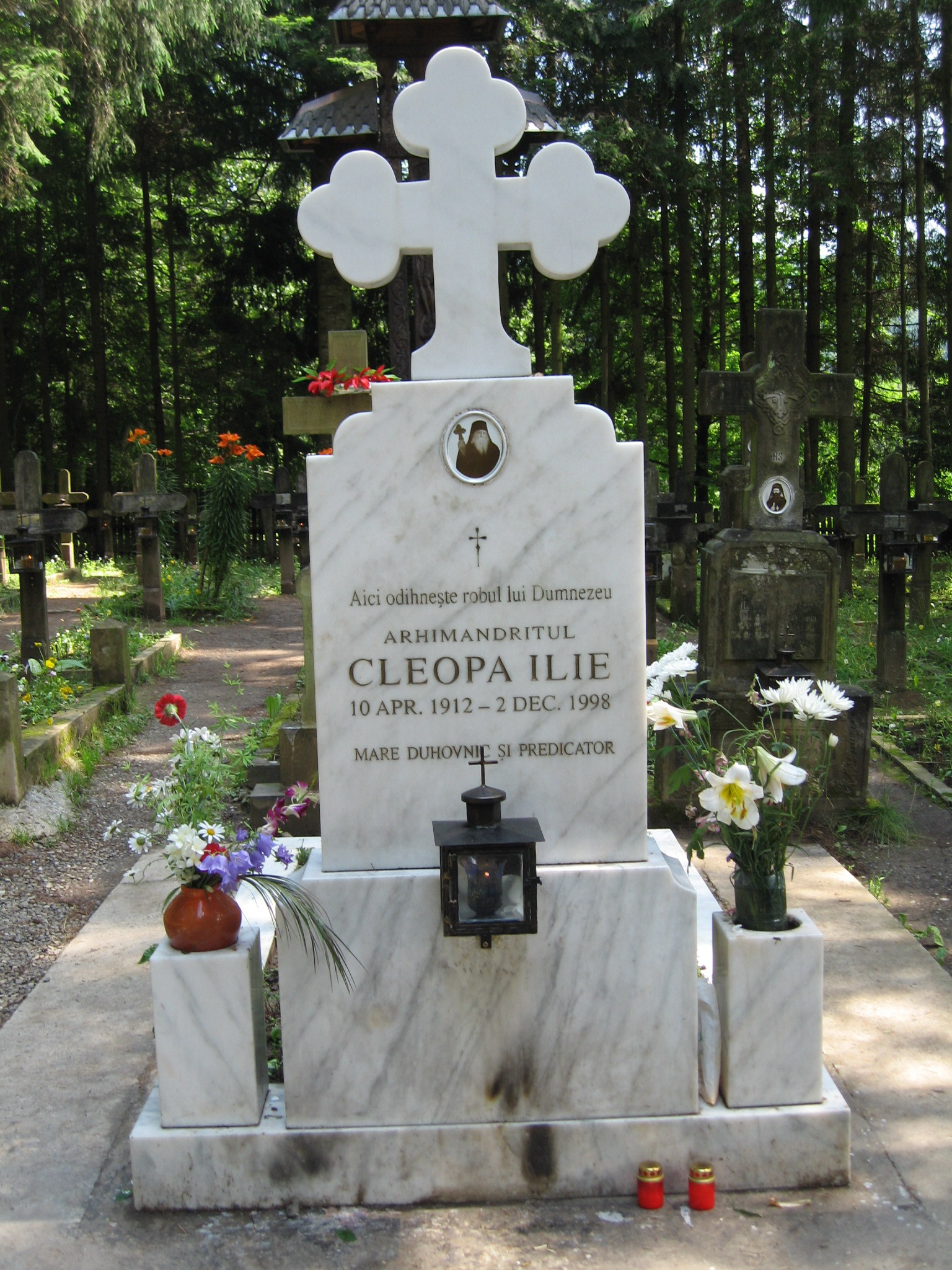
Tomba al monestir de Sihăstria

Va morir el 2 de desembre de 1998 al monestir de Sihăstria.

## Reputació
Va ser un fort defensor de l'estil de vida ortodox tradicional i va tenir una forta influència en els desenvolupaments posteriors de l'església ortodoxa romanesa. L'actual patriarca, Daniel, va ser un dels seus deixebles juntament amb altres bisbes actuals. Sempre es retrataria a si mateix com una persona sense valor i va disminuir constantment les seves accions i sofriments durant la seva vida.
Va afirmar que mentre estava recluit a les muntanyes va viure com a rei tot i que les condicions eren extremadament dures, el menjar escassejava i es va improvisar refugi. Les seves opinions sobre la importància de l'ecologia i la responsabilitat de l'home d'estimar i defensar el món natural com a creació de Déu van fer un llarg camí assegurant la implicació de l'Església romanesa en l'adopció de punts de vista ecologistes.
Sovint va ser sol·licitat per consells per diverses persones importants, com ara polítics i empresaris, que va rebre juntament amb gent comuna. Va predicar la mansuïtat i la comprensió completa de la Bíblia i la tradició santa.
És a través de la seva mansuïtat malgrat el seu gran poder d'influir en l'església, així com el seu ampli coneixement, que va fer d'ell un emblema del ressorgiment de l'església després de la Revolució de 1989.

## Obra publicada
- Despre credinţa ortodoxă ("Sobre la fe ortodoxa", Bucuresti, 1981, 280 pàgines, republicat el 1985, després a Galaţi amb el títol: Călăuza în credinţa ortodoxă, "Guia de la fe ortodoxa", 1991, 276 pàgines);
- Predici la praznice împărăteşti şi sfinti de peste an ("Sermons sobre les festes religioses i els sants durant l'any", Ed. Episcopiei Romanului, 1986, 440 pàgines);
- Predici la Duminicile de peste an (Sermons els diumenges de l'any, Ed. Episcopiei Romanului, 1990, 560 pàgines);
- Valoarea sufletului (Valor de l'ànima, Galaţi, 1991, 176 pàgines, reeditat a Bacău, 1994, 238 pàgines);
- Urcuş spre înviere (predici duhovniceşti) ("Ascensió cap a la resurrecció (sermons espirituals)", Mănăstirea Neamţ, 1992, 416 pàgines);
- Despre vise şi vedenii ("Sobre els somnis i les visions", București, 1993, 270 pàgines);
- Nombrosos articles en diferents revistes i diaris, sermons manuscrits

## Estudis
- Balan, I., Archim. Cleopa vella de Sihastria: a la tradició de sant Paisi Velitxkovski. Lake George (CO), 2001.
- Stebbing, N. Portadors de l'Esperit: la paternitat espiritual a l'ortodòxia romanesa. Collegeville, MN, 2003 (Sèrie d'Estudis Cistercencs).